# 高島平吾
高島平吾（たかしま へいご、1939年4月5日- 2024年1月6日）は、日本の編集者・翻訳家。

## 人物・来歴
兵庫県出身。本名・福住治夫。早稲田大学第一政治経済学部政治学科卒。美術出版社勤務。1971～73年『美術手帖』編集長。のち『あいだ』編集長。

## 翻訳
- バーナード・ダンスタン『構図・構成の考え方』 (ビギナーブックス) グラフィック社, 1981.8
- ジャック・コワート『ロイ・リキテンスタイン展 ポップの神話を超えて』西武美術館, 1983
- トム・ウルフ『現代美術コテンパン』晶文社, 1984.6
- L.T.C.ロルト『ヴィクトリアン・エンジニアリング 土木と機械の時代』鹿島出版会, 1989.12
- ローレンス・ライト『風呂トイレ讃歌』晶文社, 1989.4
- カルヴィン・トムキンズ『ザ・シーン ポストモダン・アート』PARCO出版局, 1989.8
- ジョナサン・ラバン『住むための都市 Soft city』晶文社, 1991.2
- アドリアン・フォーティ『欲望のオブジェ デザインと社会 1750～1980』鹿島出版会, 1992.11
- アンディ・ウォーホル/パット・ハケット『ポッピズム ウォーホルの60年代』リブロポート, 1992.4／文遊社, 2011.4
- 『ワイルド・パーティへようこそ トム・ウルフ集』(アメリカ・コラムニスト全集)東京書籍, 1992.6
- 『天国はもう満員 ハンター・トンプソン集』 (アメリカ・コラムニスト全集) 東京書籍, 1993.8
- ジャン・バーニー『エットーレ・ソットサス』鹿島出版会, 1994.11
- マイケル・オマリー『時計と人間 アメリカの時間の歴史』晶文社, 1994.5
- ポール・ジョダード『レイモンド・ローウィ』鹿島出版会, 1994.6
- ダニエル・ファーソン『フランシス・ベイコン 肉塊の孤独』リブロポート, 1995.11
- 『E.A.T. 芸術と技術の実験』NTT出版, 2003.4

NTTインターコミュニケーション・センター企画編集
後々田寿徳,大和田龍夫,篠田孝敏編、ジェイムズ・キース・ヴィンセント共訳